# Szentendre

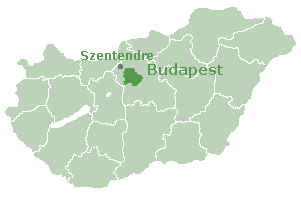
Szentendre.

Szentendre é uma cidade húngara do condado de Pest, perto da cidade de Budapeste.
Szentendre é conhecida por seus museus, galerias de arte e artistas. Por causa de seu caráter pitoresco e da facilidade de acesso, ela tornou-se rapidamente um destino privilegiado pelos turistas que visitam Budapeste.
Povoada desde mais de um milênio, ela foi chamada Ulcísia Castra (em latim: Ulcisia Castra) (castelo dos lobos) durante a ocupação romana. Durante os anos 1500, ela tornou-se o centro do povo sérvio na Hungria.
Nos anos 1700, depois da liberação obtida sobre os Turcos, Szentendre acolheu uma forte imigração vinda dos Balcãs, principalmente da Sérvia, Dalmácia, Grécia, assim que da Eslováquia e da Alemanha. Esses imigrantes integraram-se bem com os nativos magiares. Segundo as estatísticas de 1720, 88% dos habitantes de Szentendre eram Eslavos do Sul, principalmente Sérvios. Até hoje Szentendre continua sendo um "pedacinho da Sérvia" onde encontra-se uma arquitetura principalmente barroca, ruas estreitas e em paralelepípedo, igrejas de todas as religiões. 

## Galeria

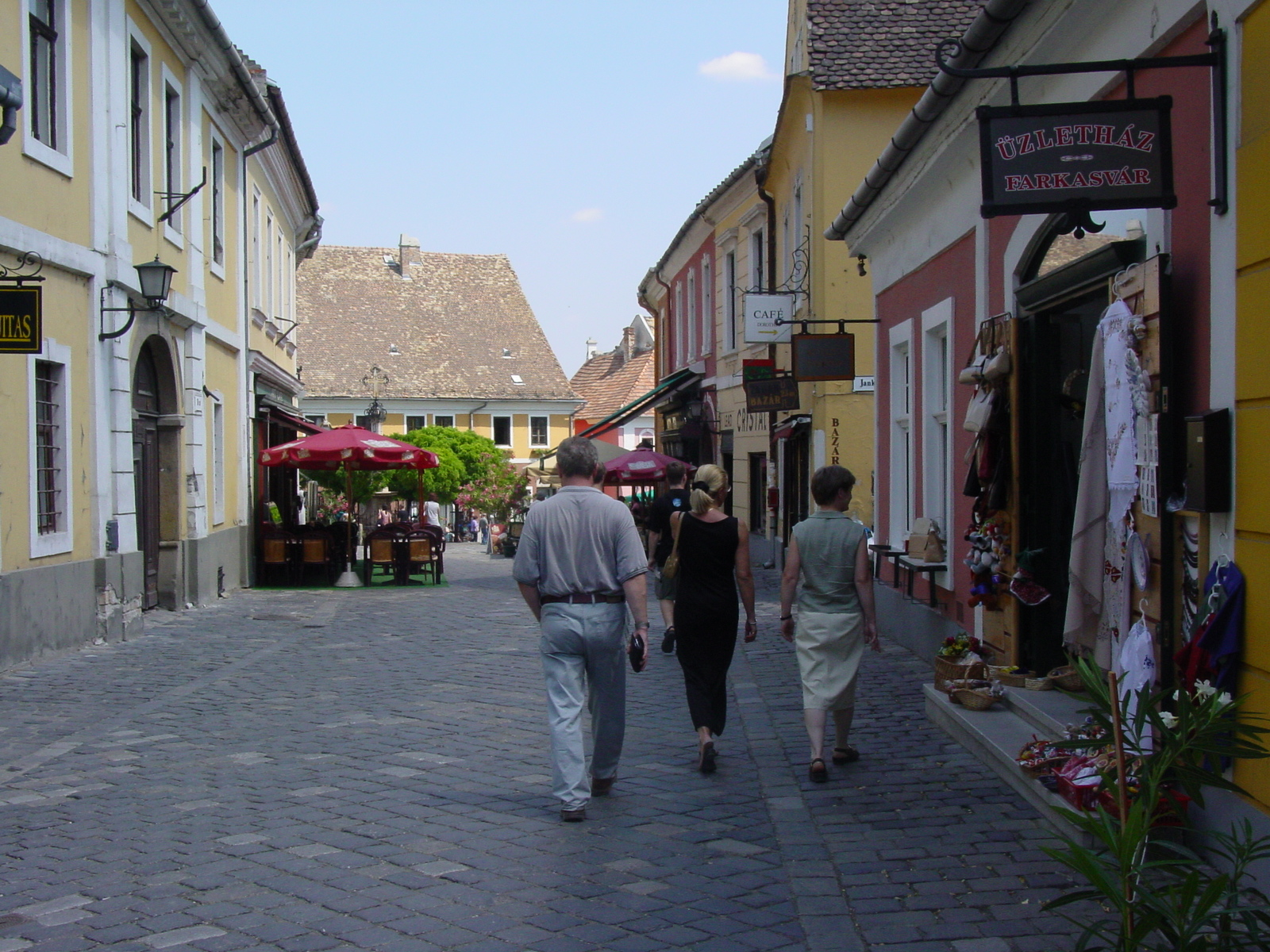
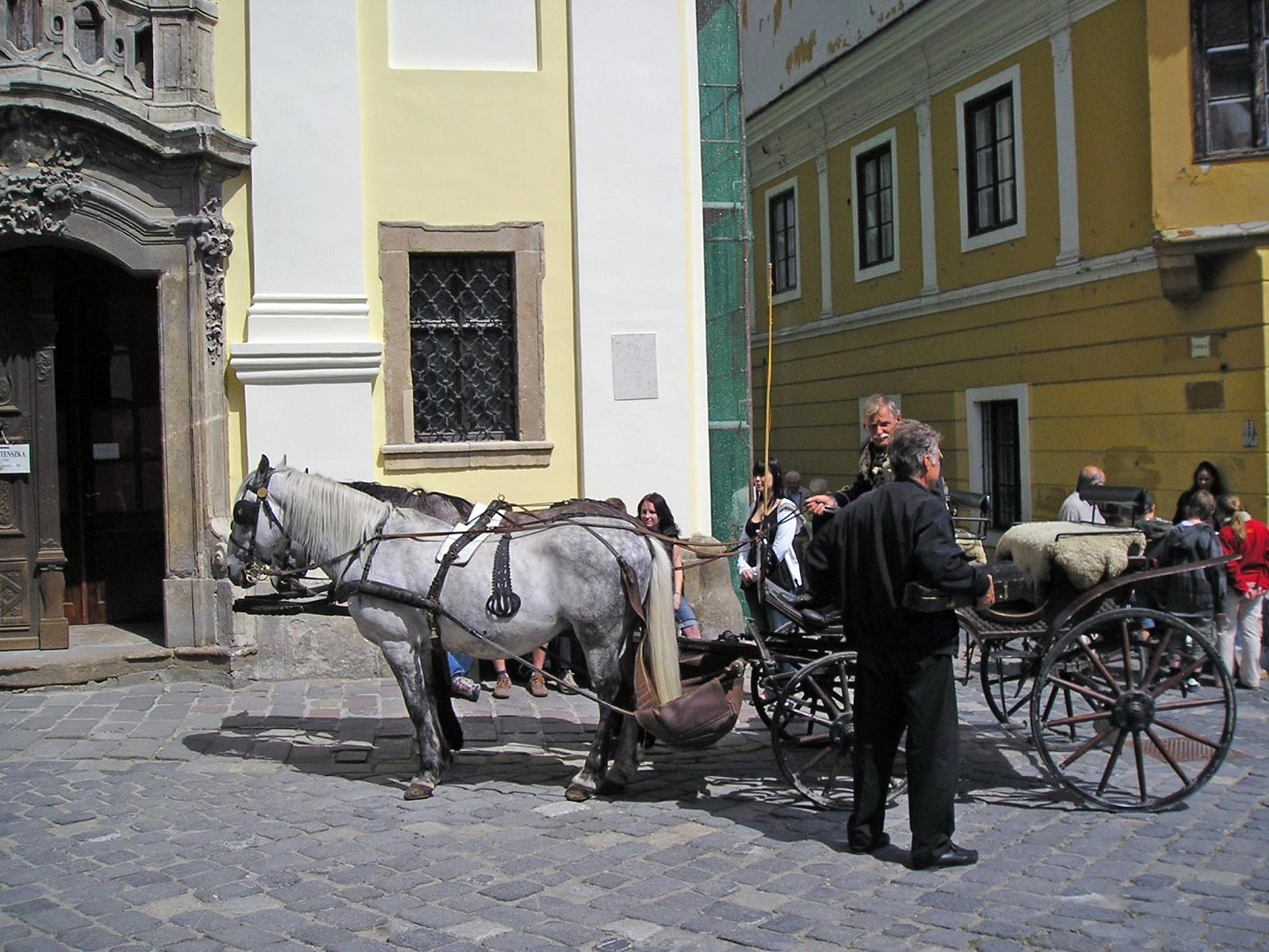
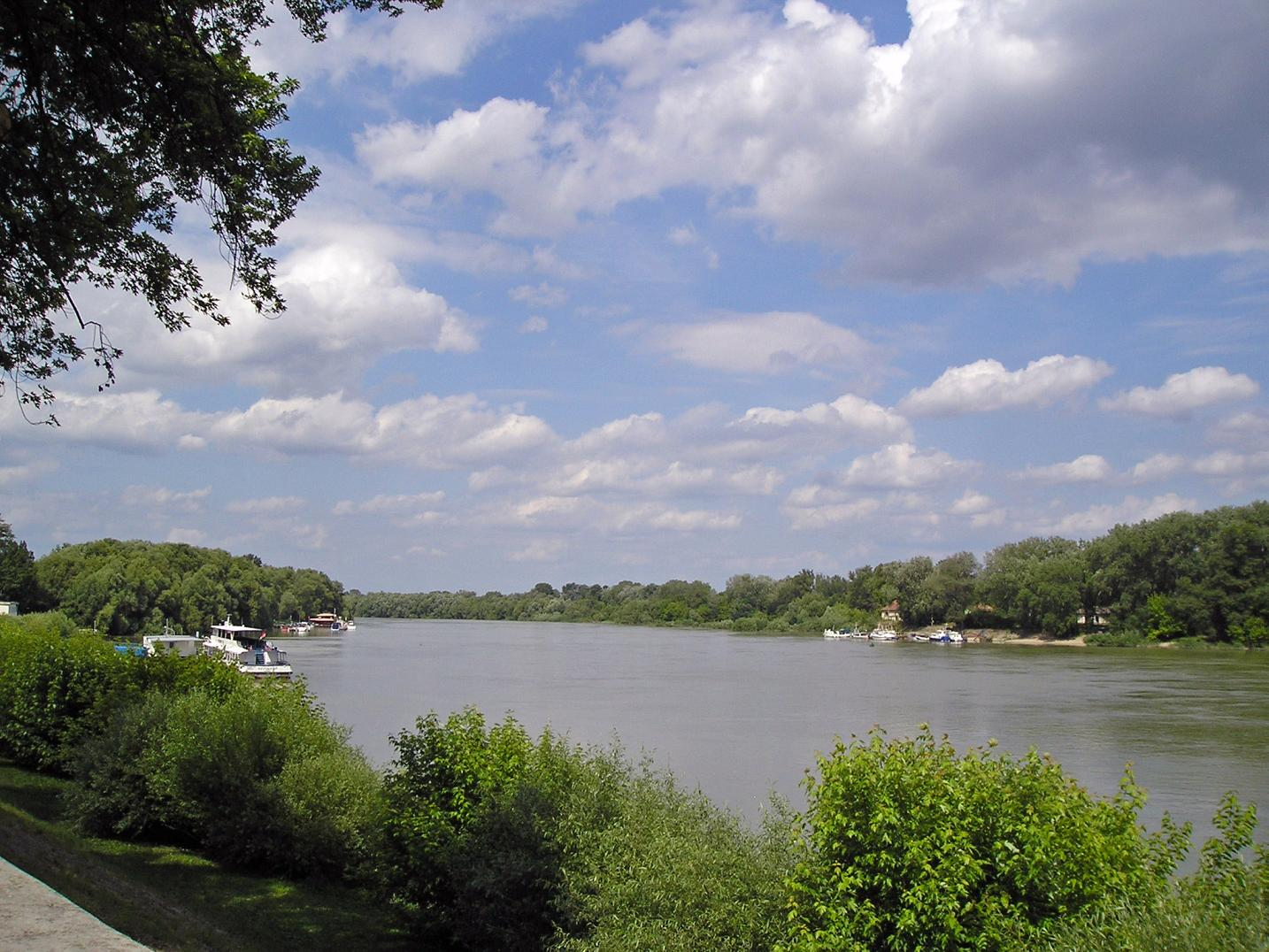
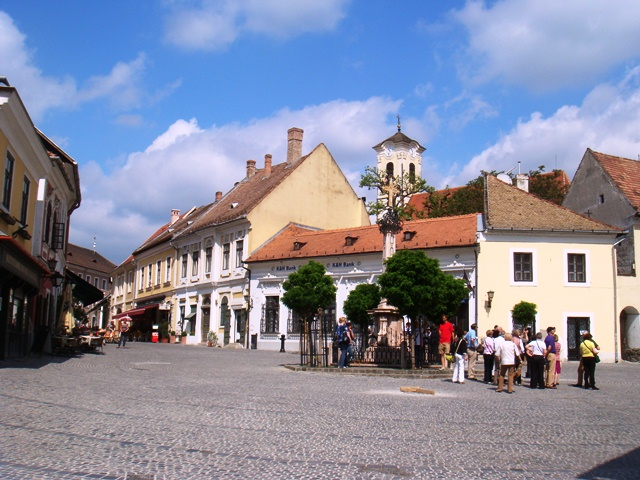